# Гастон Етліс
Гастон Етліс (ісп. Gastón Etlis; нар. 4 листопада 1974) — колишній аргентинський тенісист.
Найвищу одиночну позицію світового рейтингу — 114 місце досяг 22 травня 2000, парну — 17 місце — 10 січня 2005 року.
Здобув 4 парні титули.
Найвищим досягненням на турнірах Великого шолома були півфінали в парному розряді.
Завершив кар'єру 2006 року.

## Фінали за кар'єру

### Парний розряд (4–10)
| Легенда                         |
| Великий шлем (0–0)              |
| Tennis Masters Cup (0–0)        |
| Серія Мастерс ATP (0–0)         |
| Серія ATP Інтернешнл Ґолд (0–0) |
| Серія ATP Інтернешнл (4–0)      |

| Титули за покриттям |
| Тверде (1)          |
| Трава (0)           |
| Ґрунт (3)           |
| Килим (0)           |

| Результат | W/L  | Дата     | Турнір                           | Покриття | Партнер           | Суперники                              | Рахунок                 |
| --------- | ---- | -------- | -------------------------------- | -------- | ----------------- | -------------------------------------- | ----------------------- |
| Поразка   | 0–1  | Лют 2000 | Abierto Mexicano TELCEL, Мексика | Ґрунт    | Мартін Родрігес   | Байрон Блек Доналд Джонсон             | 3–6, 5–7                |
| Поразка   | 0–2  | Лип 2000 | Сан-Марино, Сан-Марино           | Ґрунт    | Джек Вейт         | Томаш Цибулець Леош Фридль             | 7–6(7–1), 7–5           |
| Поразка   | 0–3  | Вер 2001 | Коста-ду-Сауїпе, Бразилія        | Тверде   | Брент Гейгарт     | Енцо Артоні Даніел Мело                | 3–6, 6–1, 6–7           |
| Перемога  | 1–3  | Лют 2002 | Вінья-дель-Мар, Чилі             | Ґрунт    | Мартін Родрігес   | Лукас Арнольд Кер Луїс Лобо            | 6–3, 6–4                |
| Перемога  | 2–3  | Лют 2002 | Буенос-Айрес, Аргентина          | Ґрунт    | Мартін Родрігес   | Сімон Аспелін Ендрю Кратцманн          | 3–6, 6–3, [10–4]        |
| Поразка   | 2–4  | Кві 2002 | Барселона, Іспанія               | Ґрунт    | Лукас Арнольд Кер | Майкл Гілл Даніель Вацек               | 4–6, 4–6                |
| Поразка   | 2–5. | Лип 2002 | Штутгарт, Німеччина              | Ґрунт    | Девід Адамс       | Джошуа Ігл Давід Рікл                  | 3–6, 4–6                |
| Перемога  | 3–5  | Кві 2004 | Валенсія, Іспанія                | Ґрунт    | Мартін Родрігес   | Фелісіано Лопес Марк Лопес Таррес      | 7–5, 7–6(7–5)           |
| Поразка   | 3–6  | Кві 2004 | Монте-Карло, Монако              | Ґрунт    | Мартін Родрігес   | Тім Генман Ненад Зімоньїч              | 5–7, 2–6                |
| Поразка   | 3–7  | Вер 2004 | Делрей-Біч, США                  | Ґрунт    | Мартін Родрігес   | Леандер Паес Радек Штепанек            | 0–6, 3–6                |
| Поразка   | 3–8  | Вер 2004 | Палермо, Італія                  | Ґрунт    | Мартін Родрігес   | Лукас Арнольд Кер Маріано Худ          | 5–7, 2–6                |
| Поразка   | 3–9  | Жов 2004 | Відень, Австрія                  | Тверде   | Мартін Родрігес   | Мартін Дамм Цирил Сук                  | 7–6(7–4), 4–6, 6–7(4–7) |
| Поразка   | 3–10 | Лют 2005 | Вінья-дель-Мар, Чилі             | Ґрунт    | Мартін Родрігес   | Давид Феррер Сантьяго Вентура Бертомеу | 3–6, 4–6                |
| Перемога  | 4–10 | Сер 2005 | Нью-Гейвен, США                  | Тверде   | Мартін Родрігес   | Ражів Рам Боббі Рейнольдс              | 6–4, 6–3                |